# فيكتوريا برينتس
فيكتوريا ماري بوزويل برنتس (بالإنجليزية: Victoria Prentis)‏ (من مواليد 24 مارس 1971) هي سياسية في حزب المحافظين الذي تم انتخابها فيه لأول مرة كعضو في البرلمان بانبري (دائرة انتخابية في المملكة المتحدة) عام 2015، وأعيد انتخابها في الانتخابات التشريعية البريطانية 2017
. كانت سكرتيرة برلمانية خاصة (PPS) للوزراء المبتدئين في وزارة النقل منذ يوليو 2016.

## حياتها ومهنتها
وُلدت فيكتوريا في بانبري، وترعرعت في مزرعة العائلة في آينهو القريبة. تلقت تعليمها في كلية رويال هولواي (جامعة لندن)، وكلية داونينج في كامبريدج، حيث حصلت على درجات في اللغة الإنجليزية والقانون. هي ابنة تيم بوزويل من آنهو، الذي كان عضو في البرلمان من عام 1987 حتى عام 2010.
عملت كمحامية في عام 1995، وانضمت إلى الخدمة المدنية في عام 1997 التي تركتها في نوفمبر 2014. حيث كانت وظيفتها الأخيرة للحكومة هي قيادة «فريق العدالة والأمن» في قسم المحاماة في وزارة الخزانة.

## مهنة برلمانية
في نوفمبر 2014، تم اختيارها كمرشح محافظ لدائرة بانبري الانتخابية في الانتخابات العامة لعام 2015. احتفظت بالمقعد الآمن للمحافظين ( منذ عام 1922). جلست في لجنة اختيار العدل واللجنة المختارة المعنية بالصكوك القانونية في البرلمان. كانت من معارضي الـ High Speed 2، لاعتقادهم بأنه سيدمر المجتمعات وأن الأموال يمكن إنفاقها بشكل أفضل على مشاريع أخرى. تمردت ضد حكومة المحافظين في مجلس العموم في مارس 2016.
كانت فيكتوريا مؤيدة لحزب المحافظين من أجل الإصلاح في أوروبا، وهي مجموعة قامت بحملة دعم لعضوية الاتحاد الأوروبي في الاتحاد الأوروبي بعد إصلاحه. وبناء على ذلك، أعلنت أنها ستصوت في استفتاء بقاء المملكة المتحدة ضمن الاتحاد الأوروبي 2016.
دعمت فيكتوريا ترشح تيريزا ماي خلال مسابقة قيادة المحافظين لعام 2016. تم تعيينها سكرتيرة برلمانية خاصة للوزراء المبتدئين في وزارة النقل في يوليو 2016.
أعيد انتخابها كنائبة عن بانبري في الانتخابات العامة لعام 2017.

## الحياة الشخصية
تزوجت من المحامي سيباستيان برينتس، الذي التقت به عندما كانا طالبين في جامعة كامبردج. ولديهما ابنتان وتعيش في سومرتون-أوكسفوردشاير.

## وصلات خارجية
- مرات الظهور على سي-سبان

| سبقه توني بالدري | عضو في البرلمان لـ بانبري 2015–للآن | الحالي |